# بی‌تی‌اس، بهترین
بی‌تی‌اس، بهترین (به انگلیسی: BTS, the Best) دومین آلبوم گردآوری‌شدهٔ ژاپنی‌ (در مجموع چهارمین آلبوم گردآوری‌شده) گروه پسرانهٔ کره‌ای بی‌تی‌اس است. این آلبوم در ۱۶ ژوئن ۲۰۲۱، توسط ویرجین میوزیک، دف جم رکوردینگز و بیگ هیت میوزیک منتشر شد. این آلبوم از نظر تجاری موفق بود؛ در جدول اوریکون ژاپن شمارهٔ یک شد و نخستین آلبوم از یک گروه پسرانهٔ کره‌ای بود که تنها در ژاپن، بیش از یک میلیون نسخه فروخت و همچنین بیشترین فروش هفته‌ٔ اول را در میان آلبوم‌های ۲۰۲۱ ژاپن داشت.

## عملکرد تجاری
بی‌تی‌اس، بهترین با فروش ۵۷۱٬۵۸۹ کپی فیزیکی در روز اول، در صدر جدول روزانهٔ آلبوم‌های اوریکون قرار گرفت و به پرفروش‌ترین آلبوم سال تبدیل شد. با فروش ۷۸۲٬۳۶۹ کپی، در جدول انتهای هفتهٔ آلبوم‌های اوریکون (تاریخ ۲۸ ژوئن ۲۰۲۱) اول شد. این آلبوم با فروش بیش از ۸۸۵٬۰۰۰ کپی، سه هفتهٔ متوالی را در صدر این جدول سپری کرد. بی‌تی‌اس، بهترین همچنین با فروش ۷٬۶۰۳ کپی دیجیتال در هفتهٔ انتشار، در جدول آلبوم‌های دیجیتال اوریکون اول شد. با فروش حدود ۸۰۷٬۰۰۰ واحد، صدرنشین جدول آلبوم‌های داغ بیلبورد ژاپن شد.

## فهرست قطعات
فهرست قطعات برگرفته از یونیورسال میوزیک ژاپن و توضیحات برگرفته از یادداشت‌های آلبوم است. مترجم ژاپنی تمام ترانه‌ها کی‌ام-مارکیت است.
| دیسک ۱ (سی‌دی) | دیسک ۱ (سی‌دی)                 | دیسک ۱ (سی‌دی)                                 | دیسک ۱ (سی‌دی) | دیسک ۱ (سی‌دی) |
| شماره         | نام                           | آهنگساز                                       | تنظیم         | مدت           |
| ------------- | ----------------------------- | --------------------------------------------- | ------------- | ------------- |
| ۱.            | «فیلم اوت»                    |                                               |               | ۳:۳۴          |
| ۲.            | «دی‌ان‌ای» (نسخهٔ ژاپنی)         |                                               |               | ۳:۴۵          |
| ۳.            | «بهترین من» (نسخهٔ ژاپنی)      |                                               |               | ۳:۴۹          |
| ۴.            | «روشنایی‌ها»                   |                                               |               | ۴:۵۴          |
| ۵.            | «خون عرق و اشک» (نسخهٔ ژاپنی)  | پی‌داگ آراِم شوگا جی-هوپ «هیت‌من» بنگ کیم دو هون | پی‌داگ         | ۳:۳۷          |
| ۶.            | «عشق دروغین» (نسخهٔ ژاپنی)     |                                               |               | ۴:۰۲          |
| ۷.            | «قوی سیاه» (نسخهٔ ژاپنی)       |                                               |               | ۳:۱۸          |
| ۸.            | «هواپیما قسمت ۲» (نسخهٔ ژاپنی) |                                               |               | ۳:۴۰          |
| ۹.            | «برو برو» (نسخهٔ ژاپنی)        |                                               |               | ۳:۵۹          |
| ۱۰.           | «آیدل» (نسخهٔ ژاپنی)           |                                               |               | ۳:۴۴          |
| ۱۱.           | «دیونیسوس» (نسخهٔ ژاپنی)       |                                               |               | ۴:۰۹          |
| ۱۲.           | «مایک دراپ» (نسخهٔ ژاپنی)      |                                               |               | ۳:۵۹          |

| قطعهٔ ویژه | قطعهٔ ویژه | قطعهٔ ویژه |
| شماره     | نام       | مدت       |
| --------- | --------- | --------- |
| ۱۳.       | «دینامیت» | ۳:۲۰      |

| دیسک ۲ (سی‌دی) | دیسک ۲ (سی‌دی)              | دیسک ۲ (سی‌دی)                                             | دیسک ۲ (سی‌دی) | دیسک ۲ (سی‌دی) |
| شماره         | نام                        | آهنگساز                                                   | تنظیم         | مدت           |
| ------------- | -------------------------- | --------------------------------------------------------- | ------------- | ------------- |
| ۱.            | «پسری با عشق» (نسخهٔ ژاپنی) |                                                           |               | ۳:۵۰          |
| ۲.            | «باارزش بمان»              |                                                           |               | ۴:۰۵          |
| ۳.            | «رها کن»                   |                                                           | پی‌داگ         | ۵:۰۰          |
| ۴.            | «روز بهاری» (نسخهٔ ژاپنی)   | «هیت‌من» بنگ ادورا آراِم شوگا آرلیسا روپرت پی‌داگ پیتر ایبسن | پی‌داگ         | ۴:۳۷          |
| ۵.            | «ادامه» (نسخهٔ ژاپنی)       |                                                           |               | ۴:۰۸          |
| ۶.            | «ترکم نکن»                 |                                                           |               | ۳:۴۹          |
| ۷.            | «امروز نه» (نسخهٔ ژاپنی)    |                                                           |               | ۳:۵۲          |
| ۸.            | «درستش کن» (نسخهٔ ژاپنی)    |                                                           |               | ۳:۴۴          |
| ۹.            | «چشمانت سخن می‌گوید»        |                                                           |               | ۴:۰۶          |
| ۱۰.           | «برف بلوری»                |                                                           |               | ۵:۲۴          |

| دیسک ۳ (بلو-ری / دی‌وی‌دی) | دیسک ۳ (بلو-ری / دی‌وی‌دی)                   | دیسک ۳ (بلو-ری / دی‌وی‌دی) |
| شماره                    | نام                                        | مدت                      |
| ------------------------ | ------------------------------------------ | ------------------------ |
| ۱.                       | «فیلم اوت» (موزیک ویدئو)                   | nil                      |
| ۲.                       | «باارزش بمان» (موزیک ویدئو)                | nil                      |
| ۳.                       | «روشنایی‌ها» (موزیک ویدئو)                  | nil                      |
| ۴.                       | «هواپیما قسمت ۲» (نسخهٔ ژاپنی، موزیک ویدئو) | nil                      |
| ۵.                       | «مایک دراپ» (نسخهٔ ژاپنی، موزیک ویدئو)      | nil                      |
| ۶.                       | «خون عرق و اشک» (نسخهٔ ژاپنی، موزیک ویدئو)  | nil                      |

| دیسک ۴ | دیسک ۴                                                          | دیسک ۴ |
| شماره  | نام                                                             | مدت    |
| ------ | --------------------------------------------------------------- | ------ |
| ۱.     | «پشت‌صحنهٔ عکس‌برداری»                                             | nil    |
| ۲.     | «فیلم اوت» (پشت‌صحنهٔ موزیک ویدئو)                                | nil    |
| ۳.     | «باارزش بمان» (پشت‌صحنهٔ موزیک ویدئو [نسخهٔ ضمیمه])                | nil    |
| ۴.     | «روشنایی‌ها» (پشت‌صحنهٔ موزیک ویدئو [نسخهٔ ضمیمه])                  | nil    |
| ۵.     | «هواپیما قسمت ۲» (نسخهٔ ژاپنی، پشت‌صحنهٔ موزیک ویدئو [نسخهٔ ضمیمه]) | nil    |
| ۶.     | «مایک دراپ» (نسخهٔ ژاپنی، پشت‌صحنهٔ موزیک ویدئو [نسخهٔ ضمیمه])      | nil    |
| ۷.     | «خون عرق و اشک» (نسخهٔ ژاپنی، پشت‌صحنهٔ موزیک ویدئو [نسخهٔ ضمیمه])  | nil    |

## جداول
| جدول (۲۰۲۱)                        | بالاترین موقعیت |
| ---------------------------------- | --------------- |
| آلبوم‌های استرالیایی (ای‌آرآی‌ای)     | ۳۱              |
| آلبوم‌های ژاپنی (اوریکون)           | ۱               |
| آلبوم‌های دیجیتال بریتانیا (اوسی‌سی) | ۳۱              |

## واژه‌نامه
1. ↑  Best of Me
2. ↑  Go Go
3. ↑  Let Go
4. ↑  Your Eyes Tell
5. ↑  Crystal Snow